# Handball-Bayernliga 2021/22
Die Handball-Bayernliga 2021/22  wurde unter dem Dach des „Bayerischen Handballverbandes“ (BHV) organisiert und ist die höchste Spielklasse des Landesverbandes Bayern. Die Bayernliga ist nach der Bundesliga, der 2. Bundesliga und der 3. Liga eine der vierthöchsten Spielklassen im deutschen Handball.

## Saisonverlauf
Männer: Nordwestbayerischer Meister wurde DJK Waldbüttelbrunn und Südostbayerischer Meister der SV Anzing. Die Meister- und Aufstiegsplayoffs gewann ebenfalls DJK Waldbüttelbrunn, bayerischer Vizemeister wurde der SV Anzing.
Frauen: Nordwestbayerischer Meister wurde HSV Bergtheim und Südostbayerischer Meister der TSV Heimstetten II. Der Bayerische Meister der Frauen TSV Haunstetten II konnte sein Aufstiegsrecht nicht wahrnehmen, da die 1. Frauenmannschaft von Haunstetten bereits in der 3. Liga spielt. Daher bekam der TSV EBE Forst United aus Ebersberg die Möglichkeit als Vizemeister aufzusteigen.

### Modus
Die Bayernligameisterschaft wurde in der Saison 2021/22 in zwei Staffeln – Süd-Ost und Nord-West – aufgespielt. In jeder Staffel spielten sieben Mannschaften in Hin- und Rückrunde gegeneinander. Bei Punktgleichheit galt der direkte Vergleich. Danach wurden  der Bayerische Meister in Playoffs und die Absteiger in Playdowns ermittelt.
Bei den Frauen gab es ebenfalls zwei getrennte Staffeln mit insgesamt 16 Vereinen. Dort traten jeweils 8 Teams in den Staffeln Nord und Süd der Bayernliga an.

## Teilnehmer und Abschlusstabellen
Nicht mehr dabei waren die Auf- und der Absteiger aus der Vorsaison. Neu hinzu kam der ASV Dachau, Absteiger (A) (Rückzug) aus der 3. Liga Süd. Aufsteiger aus den Landesligen gab es nicht.

### Männer Staffel Nord-West
|    | Mannschaft              | Spiele | Punkte |
| -- | ----------------------- | ------ | ------ |
| 1. | DJK Waldbüttelbrunn (*) | 12     | 19:5   |
| 2. | TSV Lohr (*)            | 12     | 16:8   |
| 3. | TSV Haunstetten (*)     | 12     | 12:12  |
| 4. | TV 1861 Erlangen-Bruck  | 12     | 10:14  |
| 5. | TSV Roßtal              | 12     | 10:14  |
| 6. | SG DJK Rimpar II        | 12     | 9:15   |
| 7. | TSV Friedberg           | 12     | 8:16   |

### Männer Staffel Süd-Ost
|    | Mannschaft              | Spiele | Punkte  |
| -- | ----------------------- | ------ | ------- |
| 1. | SV Anzing (*)           | 10     | 15:5    |
| 2. | TG Landshut (*)         | 10     | 14:6    |
| 3. | SG Regensburg (*)       | 10     | 14:6    |
| 4. | HT München              | 10     | 11:9    |
| 5. | Eichenauer SV           | 10     | 4:16    |
| 6. | TuS Fürstenfeldbruck II | 10     | 2:18    |
| 7. | ASV Cham                | –      | Rückzug |

 Bayerischer Meister und Aufsteiger zur 3. Liga 2022/23
 „Staffelsieger Süd-Ost“
 „Für die Bayernliga 2022/23 qualifiziert“ 
  „Absteiger in die Landesliga 2022/23“
 (A) = Absteiger aus der 3. Liga, (N) = Neu in der Liga, (*) = Playoff-Teilnehmer

### Frauen Staffel Nord
|    | Mannschaft                  | Spiele | Punkte |
| -- | --------------------------- | ------ | ------ |
| 1. | HSV Bergtheim (*)           | 12     | 15:9   |
| 2. | HBC Nürnberg (*)            | 12     | 15:9   |
| 3. | HG Zirndorf (*)             | 12     | 14:10  |
| 4. | MTV Stadeln (*)             | 12     | 12:12  |
| 5. | SG Mintraching/Neutraubling | 12     | 11:13  |
| 6. | TSV Winkelhaid              | 12     | 10:14  |
| 7. | ESV 1927 Regensburg II      | 12     | 7:17   |
| 8. | HaSpo Bayreuth (R)          | –      | –      |

### Frauen Staffel Süd
|    | Mannschaft                | Spiele | Punkte |
| -- | ------------------------- | ------ | ------ |
| 1. | TSV Haunstetten II (*)    | 12     | 22:2   |
| 2. | TSV EBE Forst United (*)  | 12     | 19:5   |
| 3. | HT München (*)            | 12     | 12:12  |
| 4. | TSV Ismaning (*)          | 12     | 12:12  |
| 5. | VfL Günzburg              | 12     | 10:14  |
| 6. | SV München-Laim           | 12     | 7:17   |
| 7. | ASV Dachau (A)            | 12     | 2:22   |
| 8. | HSG Freising-Neufahrn (R) | –      | –      |

 Bayerischer Meister
 Aufsteiger zur 3. Liga 2022/23
  „Staffelsieger Nord“
 „Für die Bayernliga 2022/23 qualifiziert“ 
  „Absteiger in die Landesliga 2022/23“
 (A) = Absteiger aus der 3. Liga, (N) = Neu in der Liga, (R) = Rückzug, (*) = Playoff-Teilnehmer